# Système Yoshizawa-Randlett
Le système Yoshizawa-Randlett (du nom des origamistes Akira Yoshizawa inventeur du système et Samuel L Randlett qui l'a amélioré) est la codification des différents plis de l'origami par la notation de symboles et diagrammes, pour représenter le processus de création d'un pliage. Ce solfège de l'origami est international, et utilisé par toutes les publications modernes depuis les années 1950.

## Plis simples

### Le pli vallée
Il s'agit d'un simple pli, « en creux », les pointillés signifiant « plier par devant »

Représentation
En 3D

### Le pli montagne
C'est l'opposé du pli vallée, il vise à faire une « crête ». Représenté par un trait mixte (alternance de tirets et de points), il signifie « plier par derrière ».

Représentation
En 3D

### Le pli zig-zag
Il est constitué d'un pli vallée et d'un pli montagne (voire une succession).

Représentation

## Plis de niveau intermédiaire

### Le crimp

Première possibilité
Deuxième possibilité

### Le pli renversé intérieur

Représentation et rendu

### Le pli renversé extérieur

Représentation et rendu

### L'oreille de lapin
Il consiste à pincer un sommet selon sa bissectrice pour en faire une pointe.

Résultat Remarque : réalisé des deux côtés, on obtient alors la base du poisson

- Résultat
Remarque : réalisé des deux côtés, on obtient alors la base du poisson

### Le pli pétale
Il consiste à soulever une pointe, la relever et en aplatir les flancs. Il sert notamment à créer la base de l'oiseau à partir de la base préliminaire.

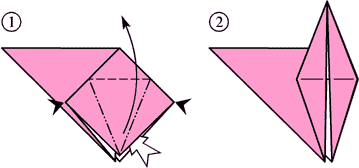
Représentation
En 3D : Pli pétale en cours sur une moitié de la base préliminaire

### Le pli aplati
Il consiste à relever une pointe à la verticale puis à l'écraser. C'est un pli qui sert notamment à créer la base de la grenouille à partir de la base préliminaire (ou de la base de la bombe à eau).

Représentation
En 3D : Pli aplati sur un côté de la base de la bombe à eau

### La double oreille de lapin

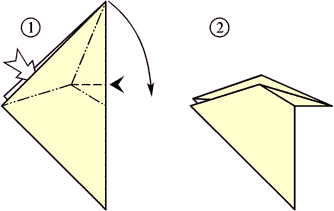

## Plis complexes

### Le pli enfoncé ouvert

Pli enfoncé ouvert, réalisé sur une base de la bombe à eau

### Le pli enfoncé fermé

Pli enfoncé fermé, réalisé sur une base de la bombe à eau